# Philip Leder
Philip Leder (19 de noviembre de 1934 - 2 de febrero de 2020) fue un genetista estadounidense.

## Biografía
Philip Leder (n. 19 de noviembre de 1934) fue un estadounidense genetista. Nació en Washington D. C. y estudió en la Universidad de Harvard, graduándose en 1956. En 1960, se graduó de la Escuela de medicina de Harvard.
Es conocido por su trabajo con Marshall Nirenberg en la elucidación del código genético y el experimentan de Nirenberg y Leder. Desde ese experimento que representa un hito, ha hecho muchas contribuciones seminales en campos de la genética molecular, inmunología y la base genética del cáncer. En 1988, Leder y Timothy Stewart recibieron la primera patente en un animal modificado genéticamente, el "oncoratón", un ratón con genes inyectados en su embrión para incrementar la susceptibilidad al cáncer, que ha sido utilizado en el estudio de laboratorio de terapia contra el cáncer.
Fue el presidente fundador del Departamento de Genética en la Escuela de Medicina de Harvard.

## Premios
Dr. Leder es galardonado con el Premio Lasker y la Medalla Nacional de Ciencias.